# Boeing P-12
El Boeing P-12/F4B fue un avión de caza estadounidense que fue operado por el Cuerpo Aéreo del Ejército y la Armada de los Estados Unidos.

## Diseño y desarrollo
Boeing desarrolló el avión como aventura privada para reemplazar a los Boeing F2B y F3B de la Armada de los Estados Unidos, y el primer vuelo del P-12 se produjo el 25 de junio de 1928. El nuevo avión era más pequeño, más ligero y más ágil que los que reemplazó, pero todavía usaba el motor Wasp del F3B. Resultó en una velocidad máxima superior y mejores prestaciones generales. Como resultado de la evaluación de la Armada, fueron ordenados 27 aviones como F4B-1, y más tarde la evaluación por parte del Cuerpo Aéreo del Ejército estadounidense resultó en órdenes de producción con la designación P-12. Boeing suministró al USAAC con 366 P-12 entre 1929 y 1932. La producción de todas las variantes totalizó 586 aparatos.

## Historia operacional
Los P-12 fueron volados por el 17th Pursuit Group (34th, 73rd, y 95th Pursuit Squadrons) de March Field, California, y el 20th Pursuit Group (55th, 77th y 79th Pursuit Squadrons) de Barksdale Field, Luisiana. Los P-12 más antiguos fueron usados por grupos de ultramar: el 4th Composite Group (3rd Pursuit Squadron) en las Filipinas, el 16th Pursuit Group (24th, 29th, 74th y 79th Pursuit Squadrons) en la Zona del Canal, y el 18th Pursuit Group (6th y 19th Pursuit Squadrons) en Hawái.
Los P-12 permanecieron en servicio con los grupos de primera línea hasta ser reemplazados por Boeing P-26 en 1934-35. Los supervivientes fueron relegados a tareas de entrenamiento hasta 1941, cuando la mayoría fueron inmovilizados en tierra y asignados a las escuelas de mecánicos.

### Historia de la producción
Las tiradas de producción están descritas abajo, con las designaciones de P-12 para los aviones del Ejército y las de F4B para la Armada. Los restantes aviones son civiles o de exportación.
| Número de construidos | Modelo   | Motor     | Modificaciones |
| --------------------- | -------- | --------- | --- |
| 9                     | P-12     | R-1340-7  | |
| 90                    | P-12B    | R-1340-9  | Capó NACA, tren de aterrizaje más corto, ruedas mayores.                                                                                         |
| 96                    | P-12C    |           | Capó de anillo, tren de aterrizaje con barra separadora.                                                                                         |
| 35                    | P-12D    | R-1340-17 | |
| 110                   | P-12E    |           | Fuselaje semi-monocasco, cola vertical rediseñada, algunos con las ruedas de cola reemplazadas por patines.                                      |
| 25                    | P-12F    | R-1340-19 | |
| 27                    | F4B-1    |           | Tren de aterrizaje de semiejes, soporte ventral para bombas.                                                                                     |
| 46                    | F4B-2    |           | Tren de aterrizaje con barra separadora, alerones corrugados, rueda de cola reemplazando el patín.                                               |
| 21                    | F4B-3    |           | Fuselaje semi-monocasco de metal. |
| 92                    | F4B-4    | R-1340-16 | Cola vertical rediseñada, soportes subalares (para dos bombas de 52,6 kg), los últimos 45 tenían reposacabezas modificados con balsa salvavidas. |
| 5                     | 100/100A |           | (Versión de civil del F4B-1). |
| 14                    | 256      |           | (F4B-4, exportados a Brasil). |
| 9                     | 267      |           | (Fuselaje de F4B-3/alas de P-12E, exportados a Brasil).                                                                                          |

## Variantes

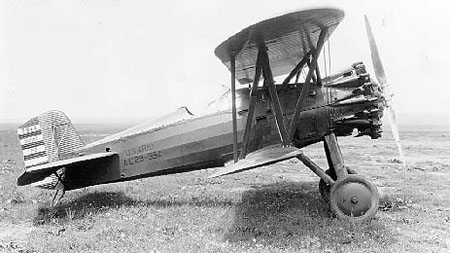
Boeing P-12.

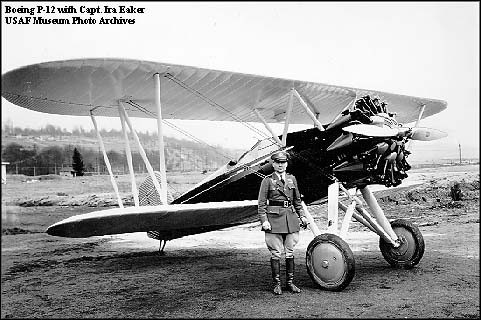
Boeing P-12 con el Capitán Ira Eaker.

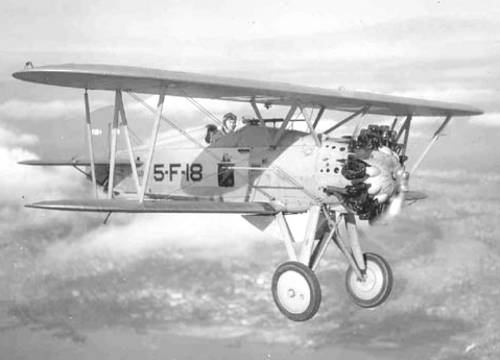
Boeing F4B-1 del escuadrón VF-5 (versión de la Armada del P-12).

Model 83
Un prototipo con tren de aterrizaje con barra espaciadora y motor Pratt & Whitney R-1340-8 de 425 hp, más tarde designado XF4B-1 para evaluación por la Armada.
Model 89
Un prototipo con tren de aterrizaje de semiejes y provisión para una bomba de 226,8 kg en soporte ventral, más tarde designado XF4B-1 para evaluación por la Armada.
P-12
Model 102, versión del Cuerpo Aéreo del Ejército estadounidense del F4B-1, con motor R-1340-7 de 450 hp, nueve construidos.
XP-12A
El décimo P-12 construido con capó NACA, motor R-1340-9 de 525 hp y tren de aterrizaje más corto, uno construido.
P-12B
Model 102B, como el P-12 con ruedas principales mayores y mejoras probadas en el XP-12A, 90 construidos.
P-12C
Model 222, como el P-12B con capó anular y tren de aterrizaje con barra espaciadora, 96 construidos.
P-12D
Model 234, como el P-12C con motor R-1340-17 de 525 hp, 35 construidos.
P-12E
Model 234, como el P-12D con fuselaje metálico semi-monocasco, superficies verticales de cola rediseñadas; algunos fueron equipados más tarde con ruedas de cola en vez de patines, 110 construidos.
P-12F
Model 251, como el P-12E con motor R-1340-19 de 600 hp, 25 construidos.
XP-12G
P-12B modificado con motor R-1340-15 con sobrealimentador lateral, uno convertido.
XP-12H
P-12D modificado con el motor experimental GISR-1340E, uno convertido.
P-12J
P-12E modificado con motor R-1340-23 de 575 hp, y mira de bombas especial, uno convertido.
YP-12K
P-12E y P-12J remotorizados con el motor de inyección SR-1340E, siete conversiones temporales.
XP-12L
YP-12K equipado temporalmente con un sobrealimentador F-2, uno convertido.
A-5
Designación para un propuesto uso de P-12 como blanco aéreo no tripulado controlado por radio (cancelado).
XF4B-1
Designación dada a dos prototipos para evaluación por la Armada, el antiguo Model 83 y el antiguo Model 89.
F4B-1
Boeing Model 99 para la Armada estadounidense, tren de aterrizaje de semiejes y soporte ventral para bombas, 27 construidos.
F4B-1A
Un F4B-1 convertido en transporte ejecutivo desarmado para el Secretario Adjunto de la Armada, depósito de combustible instalado en la sección central del ala superior.
F4B-2
Boeing Model 223, tren de aterrizaje con barra espaciadora, alerones corrugados, rueda de cola reemplazando el patín, 46 construidos.
F4B-3
Boeing Model 235, como el F4B-2 con fuselaje metálico semi-monocasco y cambios en equipamiento, 21 construidos.
F4B-4
Boeing Model 235, como el F4B-3 pero con superficies verticales rediseñadas, motor R-1340-16 de 550 hp, soportes subalares para dos bombas de 52,6 kg; los últimos 45 tenían un reposacabezas agrandado conteniendo una balsa salvavidas, 92 construidos y uno construido con piezas de repuesto.
F4B-4A
23 aviones P-12 de varios modelos transferidos por el USAAC para su uso como aviones blanco radio controlados.
Model 100
Versión civil del F4B-1, cuatro construidos.
Model 100A
Versión civil biplaza para Howard Hughes, más tarde convertido en monoplaza, uno construido.
Model 100D
Un Model 100 usado temporalmente como demostrador de P-12.
Model 100E
Versión de exportación del P-12E para la Fuerza Aérea Siamesa, dos construidos, uno más tarde transferido a la Armada Japonesa con la designación AXB.
Model 100F
Una variante civil del P-12F vendida a Pratt & Whitney como bancada de motores.
Model 218
Prototipo de la variante P-12E/F4B-3, tras evaluación vendido a la Fuerza Aérea China.
Model 256
Versión de exportación del F4B-4 para la Armada Brasileña, 14 construidos.
Model 267
Versión de exportación para Brasil con fuselaje de F4B-3 y alas de P-12E, nueve construidos.

## Operadores
Brasil
- Fuerza Aérea Brasileña

 España
- Fuerza Aérea Española

 Estados Unidos

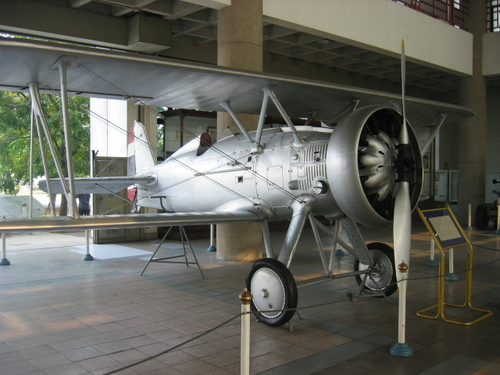
Boeing 100E en el Royal Thai Air Force Museum.

- Cuerpo Aéreo del Ejército de los Estados Unidos
- Armada de los Estados Unidos

 Filipinas
- Cuerpo Aéreo del Ejército Filipino

 República de China
- Fuerza Aérea Nacionalista China

 Tailandia
- Real Fuerza Aérea Tailandesa: operó la variante Boeing 100E.

## Aviones en exhibición
- 31-559: P-12E en exhibición en el Museo Nacional de la Fuerza Aérea de Estados Unidos en Wright-Patterson AFB cerca de Dayton (Ohio).[18]
- 32-017: P-12E en exhibición en el Planes of Fame Air Museum en Chino (California). Este aparato está pintado como un F4B-1.[19][20]
- 32-092: P-12F en exhibición en el National Naval Aviation Museum en Pensacola, Florida. Este aparato está restaurado para parecerse a un F4B-4 y pintado con los colores del Fighting Squadron 6B "Felix the Cat".[21][22]
- 9241: F4B-4 en exhibición en la "Galería de Operaciones Marinas" del Museo Nacional del Aire y el Espacio de Estados Unidos en Washington D. C.[23]
- 1143: Model 100 en exhibición en el Museum of Flight de Seattle, Washington.[24]
- 1488: Model 100E en exhibición en el Royal Thai Air Force Museum en Bangkok.[25]
- Réplica: una réplica a escala 3/4 de un P-12F está en exhibición en el Tennessee Museum of Aviation en Sevierville (Tennessee).[26]
- Réplica: una réplica a escala 3/4 de un F4B-4 está en exhibición en el hall de entrada del Aeropuerto Internacional de Honolulu.[27]

## Especificaciones (P-12E)
Referencia datos: Bowers 1989

### Características generales
- Tripulación: Uno (piloto)
- Longitud: 6,2 m (20,3 ft)
- Envergadura: 9,1 m (30 ft)
- Altura: 2,7 m (9 ft)
- Peso cargado: 1220 kg (2688,9 lb)
- Planta motriz: 1× motor radial de nueve cilindros refrigerado por aire Pratt & Whitney R-1340-17.
  - Potencia: 373 kW (514 HP; 507 CV)

### Rendimiento
- Velocidad máxima operativa (Vno): 304 km/h (189 MPH; 164 kt)
- Velocidad crucero (Vc): 257 km/h (160 MPH; 139 kt)
- Alcance: 917 km (495 nmi; 570 mi)
- Techo de vuelo: 8020 m (26 312 ft) [28]

### Armamento
- Ametralladoras: 

  - Dos Browning de 7,62 mm con 600 disparos por arma o
  - Una de 7,62 mm con 600 disparos y una de 12,7 mm con 200 disparos[29]
- Bombas: 

  - 111 kg llevadas externamente

## Aeronaves relacionadas

### Secuencias de designación
- Secuencia Numérica (interna de Boeing): ← 77 - 80 - 81 - 83 - 89 - 93 - 95 - 96 - 99 - 100 - 101 - 102 - 200 - 202 - 203 -- 205 - 214 - 215 - 218 - 221 - 222 - 223 - 226 - 227 - 234 - 235 - 236 - 246 - 247 - 248 - 251 - 256 - 264 - 266 - 267 - 273 - 280 - 281 →
- Secuencia P-_ (Cazas del USAAC/USAAF/USAF, 1924-1962): ← XP-9 - XP-10 - P-11 - P-12 - XP-13 - XP-14 - XP-15 →
- Secuencia F_B (Cazas de la Armada estadounidense, 1922-1962 (Boeing, 1922-1962)): FB - F2B - F3B - F4B - F5B - F6B - F7B →
- Secuencia A-_ (Blancos Aéreos del USAAC, 1940-1941): ← A-2 - A-3 - A-4 - A-5 - A-6 - A-7 - A-8